# Broncho Billy and the Greaser
Broncho Billy and the Greaser è un cortometraggio muto del 1914 scritto, prodotto, interpretato e diretto da Gilbert M. 'Broncho Billy' Anderson.

## Trama
Broncho Billy difende una ragazza da un delinquente messicano che medita vendetta contro di lui.

## Produzione
Il film fu prodotto dalla Essanay Film Manufacturing Company. Venne girato a Niles. Gilbert M. 'Broncho Billy' Anderson, fondatore della casa di produzione Essanay (che aveva la sua sede a Chicago), aveva individuato nella cittadina californiana di Niles il luogo ideale per trasferirvi una sede distaccata della casa madre. Niles diventò, così, il set dei numerosi western prodotti da Anderson.

## Distribuzione
Distribuito dalla General Film Company, il film - un cortometraggio in una bobina - uscì nelle sale cinematografiche USA il 10 ottobre 1914. Ne venne fatta una riedizione distribuita il 24 maggio 1914.
Copia della pellicola viene conservata negli archivi della Film Preservation Associates (nella collezione Blackhawk Films).